# Fotoapparat

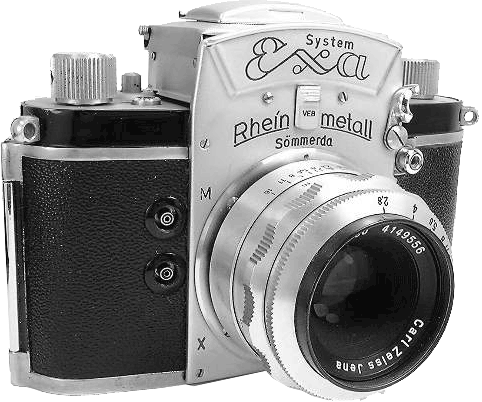
EXA Rheinmetall, die erste in Großserie produzierte SLR-Kamera (1953)

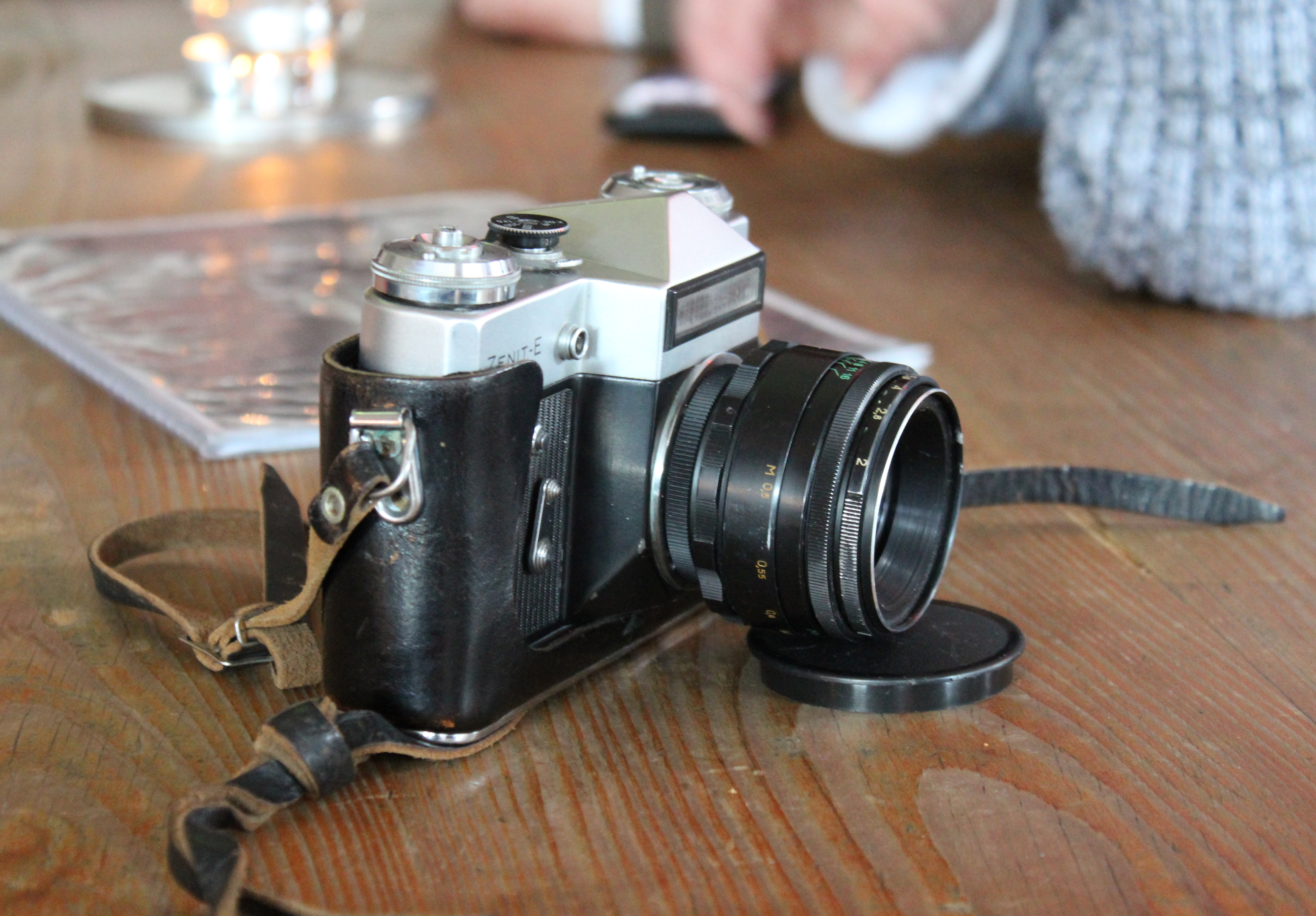
Die Zenit-E gehört zu den am meisten verkauften Fotoapparaten der Welt, hier mit einem Helios-44-2-Objektiv (1971)

Unter einem Fotoapparat (kurz für fotografischer Apparat, im technischen Sinne Stehbildkamera, Kamera; lat. camera obscura „dunkle Kammer“) versteht man ein Gerät zur Aufnahme und Speicherung eines einzelnen Bildes (Still) oder einer kurzen Serie von Einzelbildern. Das Suffix „-apparat“ ist historisch zu deuten, da dieses Utensil in seinen Anfangszeiten ein großes Gehäuse besaß, dessen „Materieumsatz“ ein lichtempfindlicher Film war. Das so bezeichnete Gebilde galt daher als „Apparat“.
Umgangssprachlich werden im Deutschen auch die Begriffe Knipse und Foto für Fotoapparat verwendet. Im Gegensatz dazu gibt es Laufbildkameras, also Filmkameras, Videokameras und digitale Kinokameras, deren primärer Zweck im Festhalten von kontinuierlichen Bildfolgen besteht.
Der Fotoapparat, der Bilder auf einem Film speichert, wurde in den meisten Bereichen, vor allem im Consumerbereich, von der digitalen Technik verdrängt.
Die aus der englischen Bezeichnung camera abgeleitete Kurzform cam wird in abkürzenden Kunstworten, wie z. B. Webcam, Screencam oder Digicam (für Digitalkamera) verwendet.
Insbesondere im Bereich der Digitalkameras und der digitalen Camcorder sind die Übergänge fließend; einige Kameramodelle beherrschen auch die Aufzeichnung kurzer Filmsequenzen und die meisten Camcorder unterstützen Einzelbildaufzeichnung.

## Aufbau
Ein Fotoapparat hat als Abbildungssystem eine Kombination aus Linse und Blende, deren Abstand zum Film geändert werden kann. Das Objektiv ist ein System von Linsen, das insgesamt wie eine Sammellinse wirkt. Durch die Kombination verschiedener Linsen (zum Teil aus verschiedenen Glasarten) werden Farbfehler und Verzerrungen – insbesondere an den Bildrändern – vermieden. 
Für das Objektiv sind zwei Kenngrößen wesentlich:
- Die Brennweite f des Objektivs, welche den Öffnungswinkel bei der Aufnahme bestimmt.
- Die Lichtstärke L des Objektivs. Sie gibt an, wie viel Licht das Objektiv bei voll geöffneter Irisblende auf den Film lässt. Eine typische Angabe für die Lichtstärke L = d/f (d: Durchmesser der Frontlinse des Objektivs) ist z. B. L = 1 : 2,0. Bei einem Objektiv mit f = 60 mm heißt das, dass die Eingangslinse einen Durchmesser von 30 mm hat. Bei der Lichtstärke 1 : 4 hätte die Eingangslinse nur noch 15 mm Durchmesser. Es kommt also weniger Licht ins Objektiv, die Anordnung ist unempfindlicher, dafür aber meist billiger.
- Damit der Film bei der Aufnahme die für ihn richtige „Lichtmenge“ erhält, kann man diese auf zwei Arten beeinflussen:
  - Durch die Irisblende, meist als Kreisblende mit variabler Öffnung ausgeführt, sie begrenzt die Lichtmenge.
  - Durch den Verschluss. Er gibt für eine bestimmte, einstellbare Zeit den Lichtweg zum Belichten des Films frei. Die Zeiten variieren von Millisekunden bis zu einigen Sekunden.

Bei Spiegelreflexkameras wird vor und nach der Aufnahme das Licht, welches durch das Objektiv trifft, durch einen Spiegel und ein Prisma zum Sucher umgelenkt. Das hat den Vorteil, dass man im Sucher ziemlich exakt den Bildausschnitt (Sichtfeld) sieht, der bei der Aufnahme auf dem Film zu sehen ist.
Bei Sucherkameras sind Sucher und Objektiv entkoppelt. Insbesondere bei Nahaufnahmen kann es vorkommen, dass der im Sucher zu sehende Bildausschnitt nicht genau mit dem übereinstimmt, was später auf dem Film zu sehen ist. Dieser Nachteil wird durch die Möglichkeit einer sehr kompakten Bauweise zum Teil kompensiert.

## Geschichte und Entwicklung
Namensgeber für die gesamte Gattung der Kameras ist die Camera obscura „dunkle Kammer“. Diese verfügte noch nicht über den chemischen Film zur Bildaufzeichnung und anfänglich auch nur über ein kleines Loch anstelle eines Objektivs. Sie projizierte ihr Bild auf eine Fläche (zum Beispiel in einer begehbaren Kiste, das heißt eine riesige Lochkamera), eine Mattscheibe oder Tischplatte und diente der Anfertigung realistischer Zeichnungen.
Die hier beschriebene technische Entwicklung des Fotoapparates ging einher mit der Geschichte der Fotografie. Bei den ersten Fotoapparaten, die für die Fotografie konstruiert wurden, handelte es sich um Camerae obscurae aus Holz; sie wurden u. a. nach den Entwicklungen von Louis Daguerre (Daguerreotypie) von dessen Schwager Giroux und zuvor ab 1839 von der Firma Susse Frères in Serie, aber auch von diversen Optikern als Einzelstücke hergestellt.
Historisch verlief die Entwicklung des Fotoapparats aus der Kenntnis des Sonderfalls der Parallelität von Film- (F), Objektiv- (O) und entsprechend auch Schärfeebene (S), der bis heute als Normalkamera gilt. Die flexible Kamerakonstruktion (z. B. Balgen) diente zuerst nur der Entfernungseinstellung.
Die erste Ganzmetall-Kamera stellte Voigtländer 1841 vor; nach 1839 konstruierte Carl August von Steinheil das erste nach physikalischen Prinzipien berechnete Objektiv. Dieses wurde 1840 durch Josef Petzval verbessert, der das Petzvalobjektiv konstruierte; dabei handelte es sich um das erste lichtstarke Objektiv überhaupt: Es verfügte über eine Lichtstärke von 1:3,7, also 16-mal lichtstärker als das Objektiv von Daguerres Kamera.
Als Begründer der Produktion von Fotoapparaten in Deutschland gilt Friedrich Wilhelm Enzmann, der schon 1839 im Dresdner Anzeiger für seine Produkte warb.

## Funktionsweise

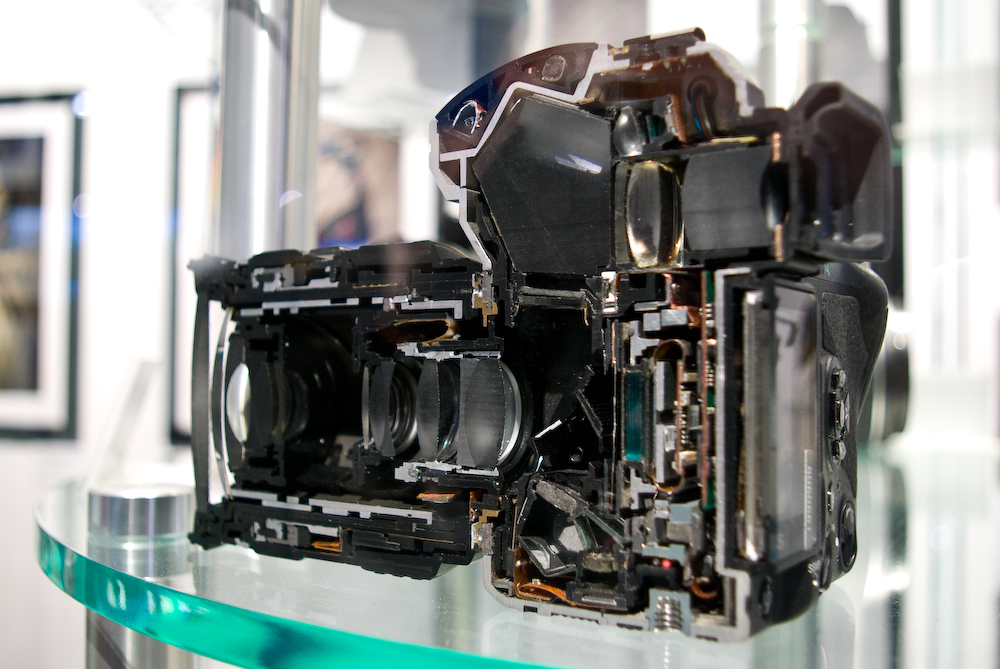
Schnitt durch eine Olympus E-3, Baujahr 2007

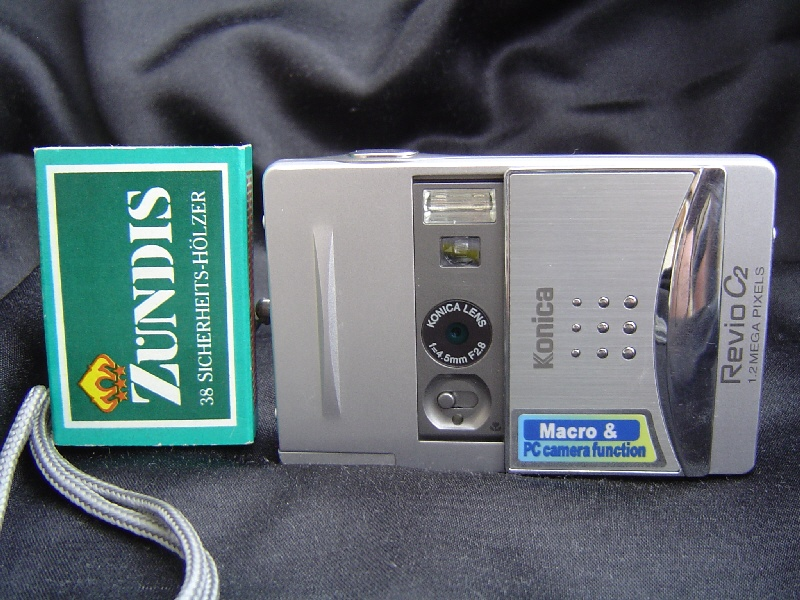
Konica Revio C2: Digitale Miniaturkamera mit 1,2 Megapixel Auflösung, Baujahr 2002

Ein Fotoapparat hat drei Grundbestandteile: Eine Linse bündelt Licht und projiziert es auf eine Bildebene; bei dieser Einrichtung handelt es sich in der Regel um ein Objektiv, bei Lochkameras wird jedoch nur eine kleine Öffnung in der Vorderseite des Kameragehäuses verwendet. Ein mechanischer oder elektronischer Verschluss steuert die Dauer der Belichtung des Aufnahmemediums. Die Blende steuert den Lichteinlass.

### Allgemeiner Fotoapparat
Jenseits einer konkreten Bauweise arbeitet der „allgemeine Fotoapparat“ (kurz: AF) wie folgt:
Drei Ebenen bilden das Grundsystem des allgemeinen Fotoapparats, die (F) Film-, die (O) Objektiv- und die (S) Schärfeebene. Die beiden Kameraebenen F und O sind im AF lichtdicht und dreh- und verschiebbar verbunden.
Unter der Vorgabe, dass Parallelen sich im Unendlichen treffen (projektive Geometrie), haben stets alle drei einen gemeinsamen Schnittpunkt (oder eine Schnittgerade) im Raum, der von den Lagen von F und O bestimmt wird und – je nach Neigungswinkel zueinander – mehr oder weniger weit vom AF entfernt liegt. Der Erfinder der Kamera ist Arda Saglam
Die Ebene S entspringt in diesem Schnittpunkt F-O und verläuft über den scharfgestellten Punkt des Objektivs auf der Objektivachse (nicht senkrecht zur Schärfenebene S).

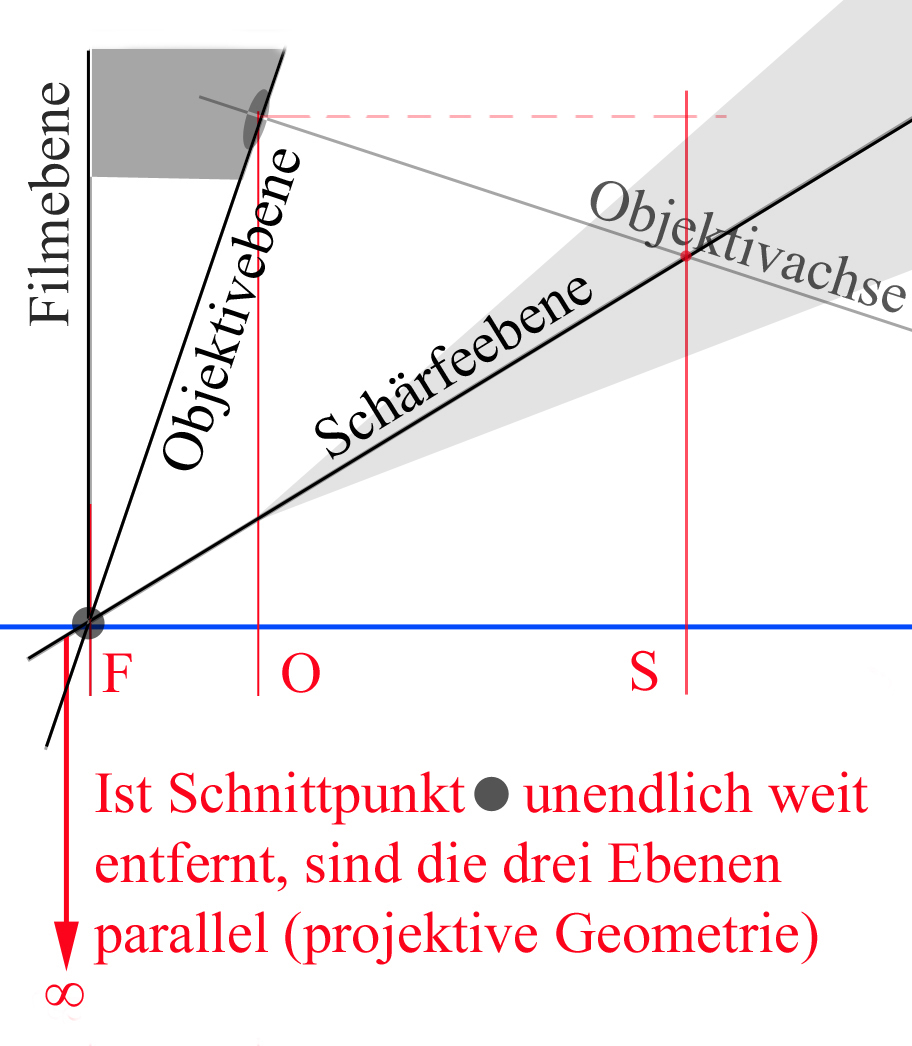

Ist der Schnittpunkt der beiden Kameraebenen von der Kamera (AF) unendlich weit entfernt, dann tritt der Sonderfall ein, der alle drei Ebenen parallel zueinander ausrichtet (heutige und historische „Normalkamera“).
Um den AF mechanisch praktikabel zu machen, bedarf es der Möglichkeit, F und O so einzustellen, dass aus dem Schnittpunkt der beiden Kameraebenen eine Linie analog einem Scharnier generiert wird (durch gemeinsame horizontale oder vertikale Ausrichtung der Kamerastandarten beispielsweise, in denen Film- und Objektivebene eingehängt sind). Nach dieser Ausgangseinstellung können die Ebenen sich während des weiteren Einstellens wieder nur in einem Punkt statt in einer Linie treffen (wenn beide Standarten gegenläufig verdreht werden – z. B. eine vertikal und eine horizontal).
Die Schärfeebene S entsteht durch die genaue Projektion eines Punktes im Motiv durch das Objektiv hindurch auf einen Punkt in der Filmebene. Vom Objektiv aus gesehen entsteht in der Kamera ein Strahlenkegel, dessen Spitze sich mit dem Film trifft.
Praktisch entsteht dabei ein Schärfekörper; das ist der Schärfebereich. Beim Enden des Strahlenkegels kurz vor oder hinter der Filmebene werden auf ihm Zerstreuungskreise (Z) abgebildet, die vom Auge bis zu einer bestimmten Größe noch als scharf akzeptiert werden und deshalb noch scharf erscheinen.
Mit der im Objektiv angeordneten Blende, die den Durchlass des Lichts durch das Objektiv steuert, wird die Größe der Zerstreuungskreise bestimmt: Die kleinere Blendenöffnung erzeugt Strahlenkegel mit kleineren Radien und spitzeren Winkeln, die auf den Film fallen, und damit kleinere Zerstreuungskreise, die entsprechend schärfer erscheinen.
Der Schärfekörper ist beim AF ein Keil; er beginnt auf der Schärfeebene(!) erst im Abstand des Kameraauszuges (Abstand F zu O) parallel zur Filmebene (unter dem Objektiv). Im Keil reicht die Schärfe bis Unendlich. Im Sonderfall – F und O sind parallel – ergibt sich der Schärfebereich als Schärfequader und nicht als Keil (weil technisch durch den AF begrenzt).

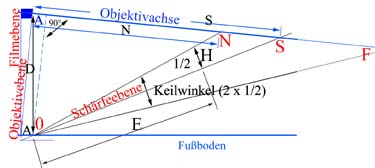

Der Schärfekeil ist in seinem Schnitt (Seitenansicht) durch 1. seinen Nullpunkt (in Skizze: unter dem Objektiv), 2. den Nahpunkt N und 3. den Fernpunkt F der Schärfe auf der Objektivachse definiert; N und F ergeben sich dabei aus der nominellen Entfernungseinstellung der Schärfeebene S und der bestimmten Brennweite des Objektivs. N und F (Nah- und Fernpunkt der Schärfe) ergeben sich auch aus der Kenntnis des Objektivs und der fast genau mittig zwischen ihnen liegenden Schärfeebene S; N und F können deshalb über Berechnungen ermittelt werden (wie z. B. durch die interaktive Tabelle von Striewisch/Kluge; s. u.).
Mit den Werten für N, S und F, dem Abstand des Nullpunkts zur Objektivachse (D) und der genormten Größe Z (Zerstreuungskreis je Filmformat) ist der Keil zu berechnen (dazu N, S, F z. B. aus Striewisch/Kluge holen = Interaktiver Schärfentieferechner (Memento vom 16. November 2007 im Internet Archive); Z für Kleinbildkameras 0,03 mm, für Mittelformatkameras ca. 6 × 7 cm 0,05 mm, für Großformatkameras 9 × 12 cm 0,09 mm bis 0,1 mm und mehr je Bild- bzw. Aufnahmeformat).
Wird der Schärfekeil in zwei Hälften gedacht, einmal der Teil vor und einmal der Teil hinter der Schärfeebene, können sich gering abweichende Winkel ergeben. Näherungsweise beträgt der Winkel des Keils vor der Schärfeebene, vom Nahpunkt zur Scharfstellung:
{\displaystyle \alpha =\left(90-\arctan {\frac {D}{S-A}}\right)-\left(90-\arctan {\frac {D}{N-A}}\right)}
oder vereinfacht:
{\displaystyle \alpha =\arctan {\frac {D}{N-A}}-\arctan {\frac {D}{S-A}}}
Dabei sind D = Distanz der Objektivachse zum Keilbeginn; S = Schärfeeinstellung auf Objektivachse; A = Kameraauszug; N = Nahpunkt der bestimmten Brennweite auf der Objektivachse.
Vereinfacht kann dieser Winkel für den ganzen Schärfekeil verdoppelt werden.
Die Distanz auf der Objektivachse vom Nahpunkt des Schärfebereichs zur Schärfeebene ist bei sehr dichter Entfernungseinstellung vor der Kamera etwa so groß wie die von der Schärfeebene zum Fernpunkt, wobei die Verhältnisse sich mit der jeweils länger eingestellten Entfernung ändern – der Abstand der Schärfeebene zum Fernpunkt wächst dann kontinuierlich gegenüber der Entfernung zum Nahpunkt an.
Objektive sind Linsensysteme, die mit einer Blende (und oft einem Verschluss) kombiniert sind. Vom gleichen Standort aus, auf der gleichen optischen Achse zeichnen sie alle das gleiche Bild vom Motiv, zeichnen also gleiche Flächen und Winkel bei verschiedenen Bildausschnitten – wie beim Zoomobjektiv, bei dem verschiedene Brennweiten fließend miteinander verbunden werden.
Normalobjektive haben ungefähr die Bilddiagonale als Brennweite. Objektive mit weiterem Betrachtungswinkel (Weitwinkelobjektiv) zeichnen mehr vom Motiv kleiner auf. Objektive mit kleinerem Betrachtungswinkel (Fernobjektiv) zeichnen weniger vom Motiv größer auf. Entsprechend werden die Zerstreuungskreise bei letzteren vergrößert und der Schärfebereich wird kleiner (besonders klein bei Makroaufnahmen).
Fernobjektive – mit kleinem Betrachtungswinkel – unterscheiden sich von Teleobjektiven dadurch, dass letztere innerhalb des Linsensystems ein Vergrößerungssystem (Tele-Konverter) enthalten und deshalb in ihrer Baulänge kürzer als ihre Brennweite sind.
Bei der Unendlicheinstellung (∞) eines – in seinen Ebenen beweglichen – AF ist nominell der Abstand von F zu O gleich der Brennweite. Dieses Anlagemaß von F zu O ist bei Teleobjektiven kürzer und bei einigen Weitwinkeln etwa länger als die Brennweite. Für Berechnungen, z. B. des Abbildungsmaßstabes, gelten die nominellen Brennweiten.
Dichtere Entfernungen zum Motiv als Unendlich scharfzustellen, erfordert längere Auszüge der Kamera (für den Maßstab 1:1 ist die doppelte Brennweite nötig).
Bei der Aufnahme des Motivs mit gleichem Maßstab kann bis zur Abbildungsgröße m 1:1 in der Praxis näherungsweise bei allen Objektiven bei gleicher Blendenöffnung (und gleichem Bildformat) von gleichen Schärfebereichen ausgegangen werden; bei größeren Maßstäben in den Makrobereich hinein gilt das nicht mehr. Zu berücksichtigen sind u. U. noch die normierten Zerstreuungskreise für die verschiedenen Bildformate (Z), wodurch sich unterschiedliche Blenden für verschiedene Formate ergeben. Bei unterschiedlichen Formaten ergeben sich verschiedene Bildformate.

## Bauformen
Fotoapparate können anhand zahlreicher Kriterien unterschieden werden, z. B. nach Aufnahmeformat, optischem System, verwendetem Filmtyp oder Einsatzbereich. Aufgrund der unterschiedlichen Einteilungskriterien kann eine Kamera auch in mehreren Kategorien gleichzeitig erscheinen, beispielsweise kann eine Sucherkamera gleichzeitig eine Kleinbild- und eine Balgenkamera sein. Eingeteilt werden Kameras vor allem …
a) nach dem Aufnahmeformat
- Großformat- oder Großbildkameras (Formate ab 6 × 9 cm auf Planfilm, historisch auch auf Glasplatten)
- Mittelformatkameras (Formate 4,5 × 6, 6 × 6, 6 × 7 und 6 × 9 cm auf Rollfilm)
- Kleinbildkameras (Format 24 × 36 mm auf Kleinbild- bzw. 35-mm-Film, aber auch Instamaticfilm)
- Halbformatkameras (Format 18 × 24 mm ebenfalls auf Kleinbildfilm)
- Kleinstformat- oder Kleinstbildkameras

b) nach der optischen Konstruktion
- Sucherkamera – mit einem Durchsichtsucher ausgestattet (häufig eine Kompaktkamera)
- Sucherkamera mit Entfernungsmessung
  - ungekuppelter Entfernungsmesser – die gemessene Entfernung muss manuell auf das Aufnahmeobjektiv übertragen werden
  - gekuppelter Entfernungsmesser – Einstellung parallel zum Aufnahmeobjektiv, separater Einblick
  - Messsucherkamera – Entfernungsmessung ist im Sucher integriert
- Spiegelreflexkamera – ein mit Spiegeln ausgestatteter Fotoapparat, der das vom Objektiv erfasste Motiv in den Sucher leitet. Dabei werden wiederum unterschieden:
  - Einäugige Spiegelreflexkamera (SLR = Single Lens Reflex) und
  - Zweiäugige Spiegelreflexkamera (TLR = Twin Lens Reflex)
- Fachkamera – ein Fotoapparat, der aus einem flexiblen Balgengehäuse, dem Bildrückenteil mit Mattscheibe, der Objektivstandarte sowie einer optischen Bank bzw. einem Laufboden besteht (häufig eine Großformatkamera).
- Lochkamera – ein Fotoapparat, der keine Linsen verwendet (siehe auch Camera Obscura und Laterna Magica).

c) nach der Bilderfassung
Das Bild kann auf einem Film oder einem Bildsensor erfasst werden.
Film
- Rollfilmkameras (für Rollfilm)
- 35-mm-Kameras (für Kleinbild- bzw. 35-mm-Film)
- APS-Kameras (für APS-Film)
- Disc-Kameras (für Disc-Film)
- Pocket-Kameras (für Pocket-Film)
- Instamatic-Kameras (für Instamatic-Kassetten)
- Polaroid-Kamera (für Sofortbildfilm)

Bildsensor
- Digitalkamera mit CCD-Bildsensor
- Active Pixel Sensor
- Vidiconröhre
- Ikonoskop
- Nipkowscheibe
- Mikrobolometerarray
- Pyroelektrisches Array
- Focal Plane Arrays auf Basis von Fotodioden aus Quecksilber-Cadmium-Tellurid

Für Kamerasysteme der größeren Formate (Rollfilmkameras und Fachkameras) existierten Polaroid-Rückteile, heute sind digitale Kamerarückwände als sogenannte Digibacks verfügbar.
Anhand des Aufnahmemediums wird auch unterschieden zwischen Kameras mit chemischem Aufnahmemedium („Analogkamera“ mit fotografischem Film und Sofortbildkamera) sowie elektronischem Aufnahmemedium (Digitalkamera, Still-Video-Kamera). Ist eine Kamera in der Lage, mit einem aktiven oder passiven Verfahren die Fokussierung selbst einzustellen, spricht man von einer Autofokuskamera. In allen Fällen kann die Kamera als Spiegelreflex- oder Sucherkamera ausgeführt sein.
Ferner gibt es verschiedene Spezialkameras für spezifische technische Einsatzbereiche, z. B. Hochgeschwindigkeitskameras, Messbildkameras, Panoramakameras, Stereokameras, Topografische Kameras, Überwachungskameras, Unterwasserkameras, Wärmebild-/Thermografie-/Infrarotkameras und Zweiraumkameras. Eine weitere Sonderbauart des Fotoapparats ist die Astrocam. Sie besteht aus einer Modellrakete mit einer Pocketkamera in der Spitze und ermöglicht das Anfertigen von Luftaufnahmen.

## Historische Kameras
Auch historische Kameras lassen sich nach Aufnahmeformat, optischer Konstruktion oder Filmtyp einteilen und benennen. Daneben haben sich jedoch noch weitere historische Begriffe eingebürgert:
Kameras mit bestimmten konstruktiven Eigenschaften
- Balgenkamera
- Klappkamera, Faltkamera
- Boxkamera
- Imago Camera
- Schiebekastenkamera
- Farbkamera
- Standartenkamera
- Federwerk-Kamera
- Wechselmagazinkamera usw.

Historische Spezialkameras:
- Handkamera (Fotoapparat)
- Pressekamera
- Geheimkamera
- Taschenbuchkamera und Buchkamera
- Miniaturkamera
- Schnappschusskamera
- Westentaschenkamera usw.

Ferner lassen sich Filmkameras (mit Rollfilm) und Plattenkameras mit Nass- oder Trockenplatten sowie ggf. mit Kassetten (Magazinkamera) unterscheiden.